# Typhlatya
Typhlatya là một chi tôm trong họ Atyidae. Chúng là những loài tôm stygobitic nhỏ được tìm thấy ở vùng Tây Địa Trung Hải (Pháp và Tây Ban Nha), vùng Caribe (Antilles, Bahamas và Yucatán), Đảo Ascension và Galápagos, mặc dù các loài riêng lẻ thường có phạm vi phân bố rất nhỏ. Các loài trong chi này có thể được tìm thấy cả ở vùng nước mặn, nước lợ và nước ngọt, chủ yếu ở môi trường sống không ở vùng biển mở và không có san hô.

## Phân loại và bảo tồn
Hiện tại, đã có 17 loài được công nhận thuộc chi này. Trong đó, một loài được IUCN liệt kê là loài cực kỳ nguy cấp  và 6 loài được coi là dễ bị tổn thương. Các nghiên cứu phát sinh loài chỉ ra rằng chi này theo định nghĩa hiện tại là cận ngành và cần được định nghĩa lại vì T. galapagensis có thể nhóm với Antecaridina và T. monae có thể nhóm với Stygiocaris của Úc. Ở cấp độ cao hơn, ba chi này, hợp với các chi Halocaridina và Halocaridinides, có thể tạo thành một nhóm các chi. Ngoài các loài "Typhlatya" jusbaschjani (Georgia) và "Typhlatya" pretneri (Hercegovina) tuy cũng được liệt kê trong chi này, nhưng đôi khi chúng cũng được xếp vào trong chiTroglocaris.
- Typhlatya arfeae Jaume & Bréhier, 2005 – France
- Typhlatya campecheae H. H. Hobbs III & H. H. Hobbs Jr., 1976 – Yucatán Peninsula
- Typhlatya consobrina Botoşăneanu & Holthuis, 1970 – Cuba [7]
- Typhlatya dzilamensis Alvarez, Iliffe & Villalobos, 2005 – Yucatán Peninsula
- Typhlatya elenae Juarrero, 1994 – Cuba [8]
- Typhlatya galapagensis Monod & Cals, 1970 – Galápagos Islands
- Typhlatya garciadebrasi Juarrero de Varona & Ortiz, 2000 – Cuba [9]
- Typhlatya garciai Chace, 1942 – Cuba and possibly Caicos Island [10]
- Typhlatya iliffei C. W. J. Hart & Manning, 1981 – Bermuda [11]
- Typhlatya kakuki Alvarez, Iliffe & Villalobos, 2005 – Bahamas
- Typhlatya miravetensis Sanz & Platvoet, 1995 – Spain [12]
- Typhlatya mitchelli H. H. Hobbs III & H. H. Hobbs Jr., 1976 – Yucatán Peninsula
- Typhlatya monae Chace, 1954 – widely across Caribbean islands
- Typhlatya pearsei Creaser, 1936 – Yucatán Peninsula
- Typhlatya rogersi Chace & Manning, 1972 – Ascension Island
- Typhlatya taina Estrada & Gómez, 1987 – Cuba [13]
- Typhlatya utilaensis Alvarez, Iliffe & Villalobos, 2005 – Utila Island